# وانیلی
رنگ وانیلی یک رنگ سیر از سفید مایل به زرد و همچنین یک رنگ کم‌رنگ متوسط از زرد است.
نخستین استفاده ثبت‌شده از وانیلی به عنوان نام یک رنگ در انگلیسی در سال ۱۹۲۵ بود.

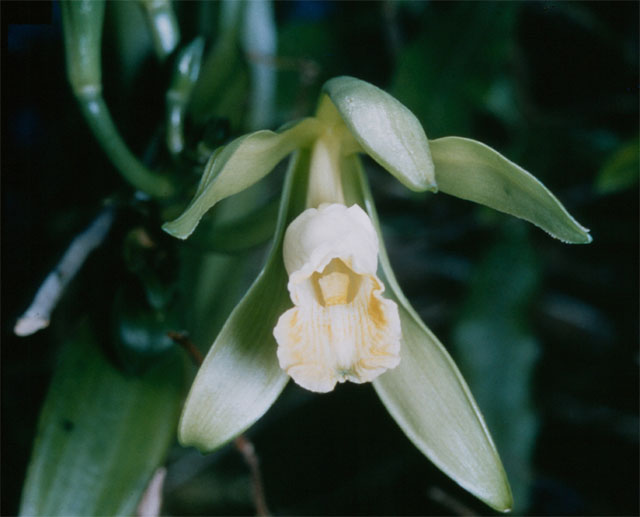
ارکیده وانیلی

## گوناگونی وانیلی

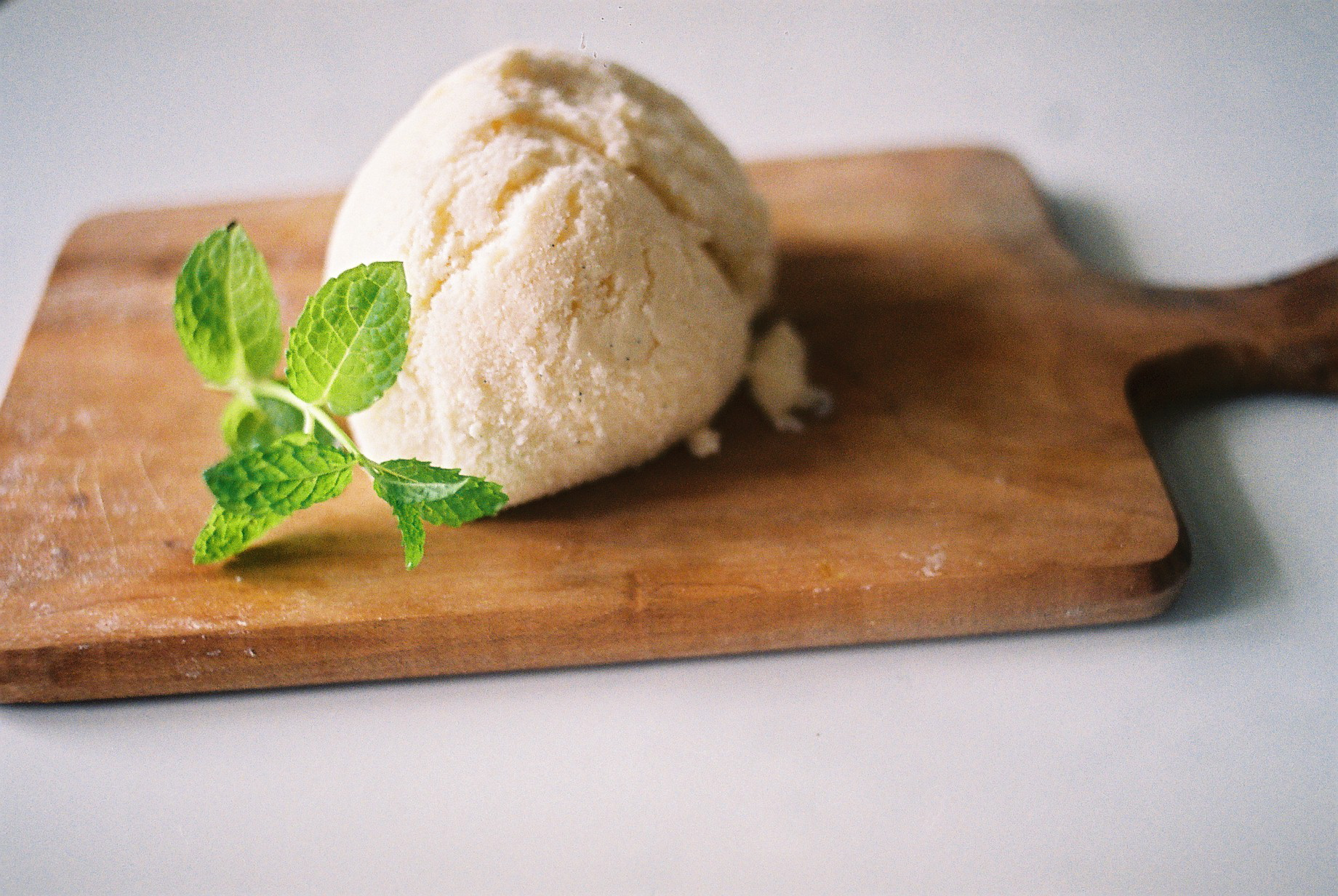
بستنی وانیلی با نعنا

وانیلی یخی
وانیلی تیره